# パナソニック産機システムズ
パナソニック産機システムズ株式会社（パナソニックさんきシステムズ）は、パナソニック製業務用設備機器のトータルサービスを提供するパナソニックグループの企業である。
コンビニエンスストアやスーパーマーケットで用いられる食品・飲料用の冷却ショーケース、外食産業の厨房等で用いられる業務用冷蔵冷凍庫、オフィスビルや大型施設向けの空調機器、太陽光システムやLED照明などの商材を取り扱っている。

## 沿革
- 1993年 - 三洋電機産機システムとして設立。
- 2009年 - 三洋電機グループの業務用冷凍・冷蔵庫、厨房機器、大型店舗用冷蔵ショーケースなどの業務用機器事業の販売を統合。
- 2012年4月 - パナソニックES産機システム株式会社に社名変更。
- 2015年4月 - コールドチェーン・大型空調と太陽光発電システムなどのエナジー商品を担当するパナソニックES産機システムと、飲料自動販売機や業務用電子レンジ、炊飯器などを担当するパナソニック フードアプライアンス（旧・松下食品システム）を統合し、パナソニック産機システムズを発足
- 2019年2月 - 人事課長のパワーハラスメント行為によって、内定を受け取っていた男子学生が精神疾患を発症し、自殺。
- 2021年12月 - 旧三洋電機製業務用加熱調理商品の部品供給・修理対応を終了[1]。
- 2022年6月 - 旧三洋電機製ランドリー機器の部品供給・修理対応を終了[2][注 1]。

## 不祥事

### パワーハラスメントによる内定者の自殺
2019年2月、同年4月入社予定であった内定者の男子学生（22歳）が、当時の人事課長から内定者用のSNS（エアリーフレッシャーズ）を通してパワーハラスメントを受け、2019年2月に精神疾患を発症し、自殺したとして、2020年4月9日に遺族の代理人弁護士らが記者会見を行い、遺族側は謝罪と賠償などを要求した。内定者のため労災の対象外だが、弁護士は「内定者でも労働契約は結ばれており、安全配慮義務違反だ」と主張している。パナソニック産機システムズ側は行きすぎた指導があった事などを認め、謝罪した。
男子学生は自殺直前に、人事課長からの投稿について「きつい」「つらい」「死にたい」と吐露していた。
人事課長は指定した本の感想を投稿するよう課題を課したほか、以下のような投稿をSNSに行っていた。
- 「誰がいつサイトに入っているかは人事側で見えています」[4]
- 「毎日ログインしていなかったり、書き込まない人は去ってもらいます」[4]
- 「無理なら辞退してください、邪魔です」[4]
- 「僕は露骨にえこひいきするからね。なめるなよ」[4]
- 「丸坊主にして反省を示すか？」[4]
- 「ギアチェンジ研修は血みどろになるくらいに自己開示が強制され、4月は毎晩終電までほぼ全員が話し込む文化がある」[4]